# Chiesa di Sant'Urbano alla Caffarella
La chiesa di Sant'Urbano alla Caffarella è una chiesa di Roma, nel quartiere Ardeatino, in via Appia Pignatelli, all'interno del parco della Caffarella.

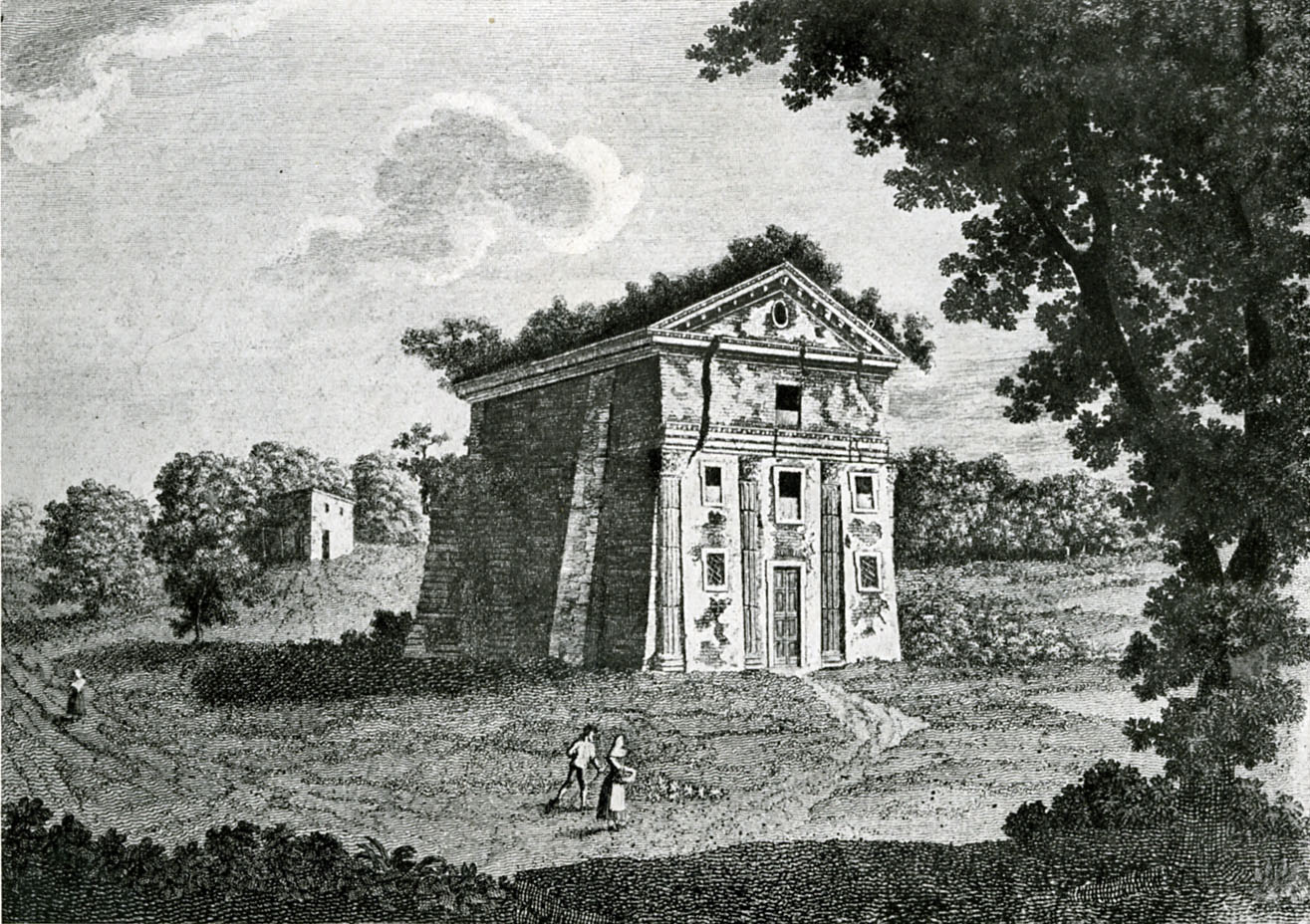
Sant'Urbano in una incisione del XVIII sec.

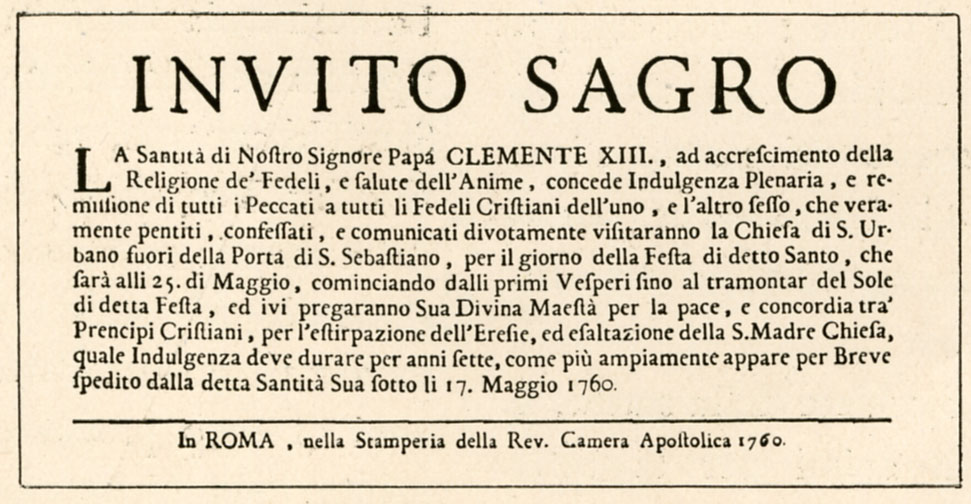
Avviso sacro del 1760 sul pellegrinaggio alla chiesa di Sant'Urbano

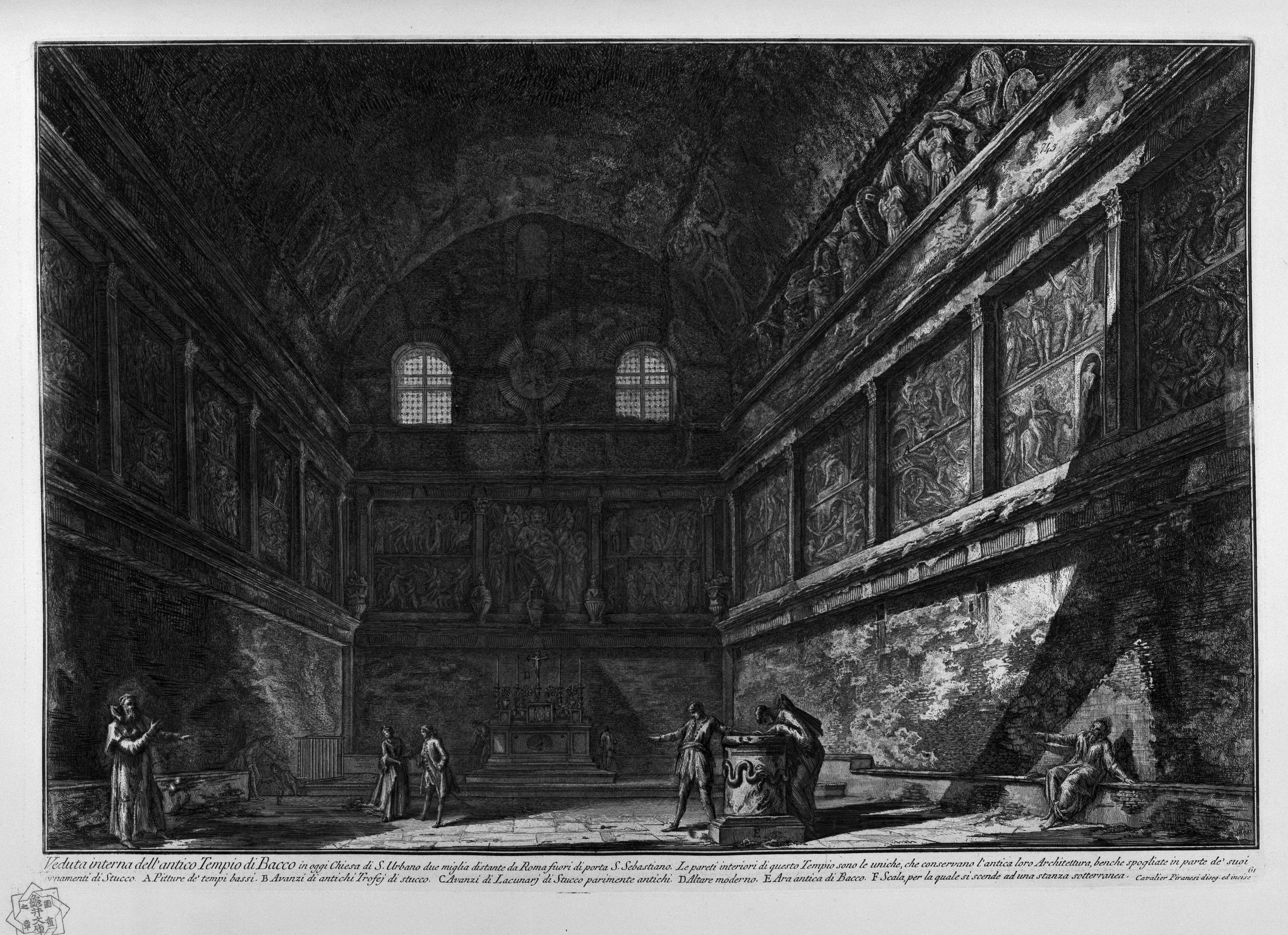
Incisione di Giovanni Battista Piranesi della metà del XVIII secolo

## Storia
La chiesa rappresenta una delle migliori opere di epoca romana conservatesi lungo i secoli grazie alla sua trasformazione in luogo di culto cristiano; nondimeno il fatto di essere collocata fuori dalle mura Aureliane, ha permesso più volte la sua profanazione e la spoliazione di opere importanti.
Fu adibita a chiesa nel VI secolo sui resti del tempio del II secolo d.C., detto tempio di Bacco, ma consacrato a Cerere e Faustina (moglie di Antonino Pio divinizzata dallo stesso alla sua morte) e dedicato ad Appia Annia Regilla, moglie di Erode Attico, maestro dell'imperatore Marco Aurelio e che qui aveva la sua villa di campagna). La chiesa fu dedicata al sant'Urbano, vescovo e martire, spesso confuso con l'omonimo papa morto anch'egli martire nel 230. Le preesistenti strutture romane sono conservate perfettamente, abbellite da affreschi aggiunti alle pareti interne nell'XI secolo. Abbandonata più volte, fu nuovamente restaurata nel XVII secolo dal cardinale Francesco Barberini, che fece costruire le mura che sorreggono il pronao e che inglobano le colonne, a causa di una preoccupante crepa che si era venuta a creare nella parte alta della facciata, ancora oggi ben visibile.
Dopo un lungo periodo di abbandono, per interessamento della famiglia Barberini e di don Giuseppe Cascioli, il 25 maggio 1894, ricorrenza di Sant'Urbano, dopo una lunga processione, avvenne la riconsacrazione della chiesa, ma dopo alcuni anni di messe celebrate fu nuovamente dimenticata.
Nel 1962 la chiesa fu annessa ad una proprietà privata adiacente (diventando così sempre meno accessibile), e abitata da un custode, che aveva trasformato l'antico pronao nella sua casa privata. L'edificio è stato acquistato dal comune di Roma nel 2002 e dato in gestione alla diocesi di Roma, che l'ha riaperto al culto nel 2005 come chiesa rettoria della parrocchia di San Sebastiano fuori le mura.

## Architettura e arte

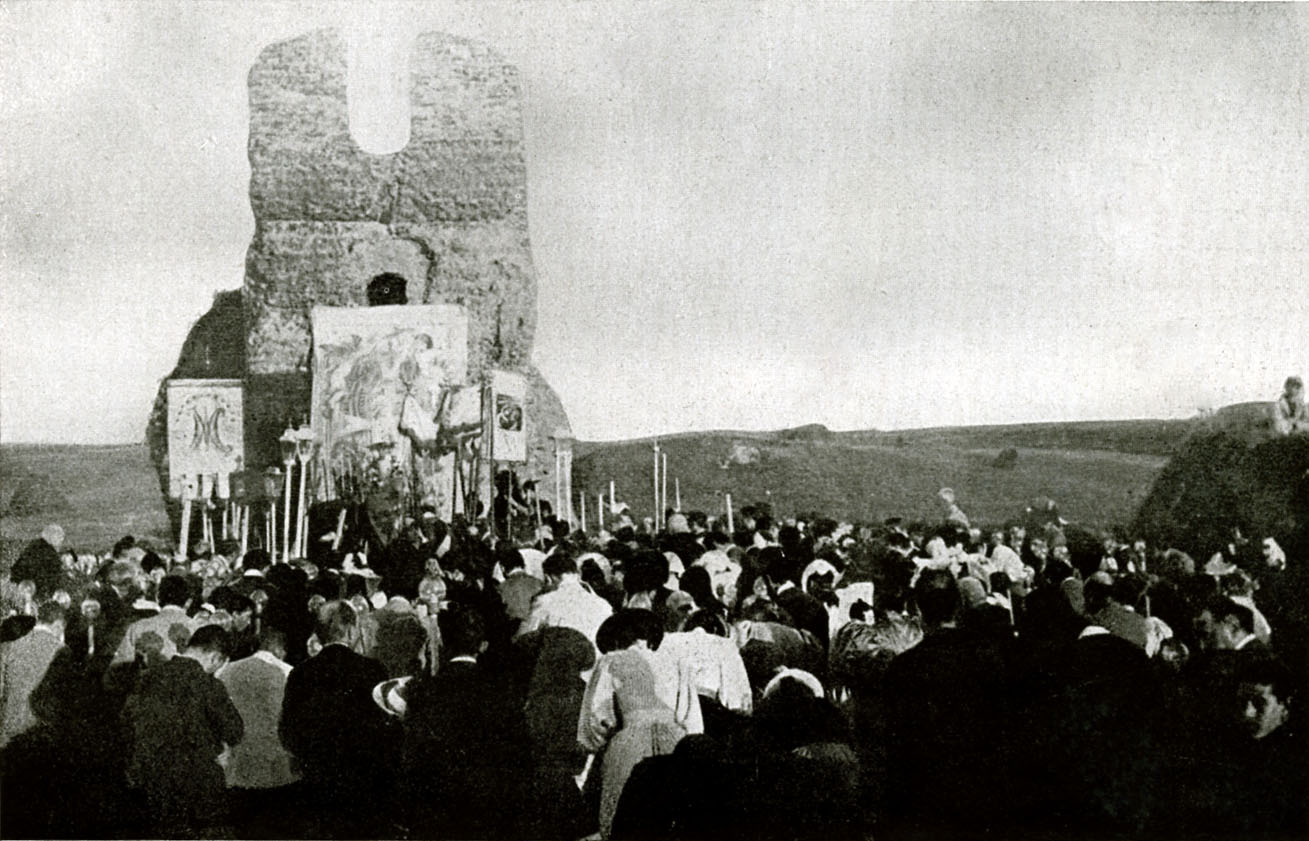
Processione per la riconsacrazione della chiesa di Sant'Urbano il 25 maggio 1894

L'edificio di epoca romana, composto da un pronao e da una cella cui si accedeva tramite una serie di gradini esterni, è ancora completamente visibile, ad eccezione dei gradini esterni ora interrati. Il pronao, come detto, venne chiuso da pareti nel 1634; inglobate in esse vi sono quattro colonne e l'architrave di marmo pentelico, originario della Grecia. Il resto delle pareti e la parte alta della facciata sono composte di laterizio del II secolo.
Si accede all'interno della chiesa tramite una piccola porta d'ingresso; il primo vano che si incontra è l'ex sottoportico, che nei decenni scorsi era stato trasformato in abitazione del custode dell'edificio. Da qui si passa alla cella interna del tempio, oggi l'aula liturgica della chiesa, a pianta rettangolare. Le pareti sono suddivise in tre fasce orizzontali, separate dalla volta da un fregio in stucco con la rappresentazione di armi, corazze e scudi.
Nella fascia mediana è conservato un ciclo di affreschi risalenti all'XI secolo, ma rimaneggiati e ridipinti nel corso dei restauri effettuati dal cardinale Francesco Barberini nel 1634. Essi raffigurano una serie di 34 pannelli con storie di Gesù, di Sant'Urbano, di Santa Cecilia e di altri santi. Alla base della rappresentazione della Crocifissione vi è data e firma dell'autore del ciclo: tale Fratel Bonizzo 1011.
Il tetto dell'edificio è a volta a botte; di tutti gli stucchi che ne ornavano le superfici, oggi resta il riquadro centrale, che raffigura l’apoteosi di Anna Regilla.
Una piccola scala permette di accedere alla cripta, edificata nel Medioevo per conservare le reliquie dei santi. In una nicchia vi sono resti di affresco raffiguranti una Madonna con Bambino fra i santi Giovanni e Urbano, databile a prima dell'anno Mille.